# لويس باربوسا
لويس باربوسا (بالإسبانية: Luis Barbosa) هو منافس ألعاب قوى كولومبي، ولد في 21 يناير 1953.

## وصلات خارجية
- لويس باربوسا على موقع أوليمبيديا (الإنجليزية)